# Les grandes figures coloniales
Les grandes figures coloniales (Die großen kolonialen Persönlichkeiten) ist eine französische Buchreihe, die 1930 bis 1932 in Paris erschien. Die kolonialistische Reihe erschien bei Plon, angekündigt unter Leitung von Pierre La Maziere (offenbar war aber Charles B. de La Roncière an verschiedenen Bänden beteiligt). Sie umfasst nur wenige Bände, von denen jeder einem fondateur d'empire (Reichsgründer) gewidmet ist: Gallieni, Francis Garnier, Bugeaud, Champlain, Faidherbe, Jacques Cartier, Dupleix, Lally-Tollendal, La Bourdonnais und Brazza.
Das Erscheinen der Reihe war ursprünglich offenbar etwas umfangreicher angelegt.
Die folgende Übersicht erhebt keinen Anspruch auf Aktualität oder Vollständigkeit.

## Bände
- 1. Brazza. Général de Chambrun[4]
- 2. Jacques Cartier et la découverté de la Nouvelle-France. Charles B. de La Roncière[5]
- 3. Gallieni. Guillaume Grandidier
- 4. Dupleix. Pierre de Vaissière
- 5. Bugeaud. André. Lichtenberger
- 6. Lally-Tollendal. Pierre La Maziere
- 7. Francis Garnier. Albert de Pouvourville
- 8. Champlain.[6] Maurice Constantin-Weyer
- 9. Faidherbe. André Demaison
- 10. La Bourdonnais. Louis Roubaud